# ケイパー・ストーリー
ケイパー・ストーリー（英: caper story）は、犯罪小説・犯罪映画のサブジャンル。泥棒、詐欺、ときとして誘拐事件を犯人側の視点で描くのが特徴。事件を捜査あるいは解決しようとする警察・探偵たちも描かれるが、物語の主眼に置かれることはない。アメリカやカナダでは、ハイスト ・ストーリー（Heist Story、Heist＝強盗の意）とも呼ばれる。日本語では「泥棒小説」「強盗小説」とも訳される。
ケイパー・ストーリーはユーモア、冒険、並外れた賢さと大胆さによって、通常の犯罪小説と区別される。たとえば、ドナルド・E・ウェストレイクの『ドートマンダー・シリーズ』は、オフビートなギャングたちによる盗みを描いた荒唐無稽な物語で、同じ作者の悪党パーカー・シリーズ（リチャード・スターク名義）とは大きく異なる。
『ハックルベリー・フィンの冒険』のようにわき筋で使われることもある。

## 語源
動詞「caper」は、「犯罪行為、特に窃盗など暴力を伴わないもの」という意味がある。

## 著名な小説

### 英語圏
- オー・ヘンリー『赤い酋長の身代金』（1910年）
- レスリー・チャータリスのセイント・シリーズ（1928年〜）
- W・R・バーネット（英語版）『アスファルト・ジャングル』（1949年）
- ジャック・フィニィ『五人対賭博場』（1954年）
- ジョン・ボーランド『紳士同盟』（1958年）、『The Golden Fleece』（1961年）
- ジャック・フィニィ『クィーン・メリー号襲撃』（1959年）
- エリック・アンブラー『真昼の翳』（1962年） - 映画『トプカピ』原作
- ピーター・オドンネル（英語版）『唇からナイフ』（1963年）
- ドナルド・E・ウェストレイクのドートマンダー・シリーズ（1970年〜）
- ウォルター・ウェイジャー（英語版）『Sledgehammer』（1971年）
- トニー・ケンリック『スカイジャック』（1972年）
- ジョン・ゴーディ『サブウェイ・パニック（サブウェイ123 激突）』（1973年）
- マイケル・クライトン『大列車強盗』（1975年）
- トニー・ケンリック『リリアンと悪党ども』（1975年）
- トニー・ケンリック『バーニーよ銃をとれ』（1976年）
- ロバート・L・フィッシュ『密輸人ケックの華麗な手口』（1976）
- トニー・ケンリック『俺たちには今日がある』（1978年）
- トニー・ケンリック『上海サプライズ』（1985年）
- トニー・ケンリック『Glitterbug』(1991年）
- スコット・リンチ（英語版）『ロック・ラモーラの優雅なたくらみ』（2006年）
- ゴードン・コーマン（英語版）『Swindle』（2008年） - 2013年にテレビムービー化。アリアナ・グランデも出演。
- アリー・カーター『快盗ビショップの娘』（2010年）

### 日本
- 結城昌治『白昼堂々』（1966年）
- 天藤真『大誘拐』（1978年）
- 山田正紀『贋作ゲーム』（1978年）
- 山田正紀『ふしぎの国の犯罪者たち』(1980年)

## 著名な映画
- 『男の争い 』（1955年）
- 『オーシャンと十一人の仲間』（1960年）
- 『トプカピ』（1964年）
- 『華麗なる賭け』（1968年）
- 『ミニミニ大作戦』（1969年）
- 『戦略大作戦』（1970年）
- 『ホット・ロック』（1972年）
- 『悪の天才たち・銀行略奪大作戦』（1974年）
- 『大列車強盗』（1979年）
- 『ルパン三世 カリオストロの城』（1979年）
- 『マペットの大冒険/宝石泥棒をつかまえろ!』（1981年）
- 『ハドソン・ホーク』（1991年）
- 『スニーカーズ』（1992年）
- 『ロック、ストック&トゥー・スモーキング・バレルズ』（1998年）
- 『スリー・キングス』（1999年）
- 『トーマス・クラウン・アフェアー』（1999年）
- 『オーシャンズ11』（2001年）
- 『ミニミニ大作戦』（2003年）